# Dartmoor póni
A dartmoor póni egyike a 9 őshonos lófajtának az Egyesült Királyságban. Dartmoorból származik, amely több mint 300 m tengerszint feletti magasságban található, ahol erős szélviharok vannak, a terep nagyon sziklás és a növényzet is gyér, ezért alakult ki egy céltudatos és szívós fajta. Szoros kapcsolatban áll az Exmoor pónival.

## Története
A dartmoor pónik évszázadokon át barangoltak a lápvidéken. Hoof feltételezte, hogy háziállatként múltja Shaugh határain belül egy bronzkori településre nyúlik vissza (kb. Kr. e. 2000). Az egyik legkorábbi feljegyzést Awlfwold szász püspök (elhunyt 1012) készítette róla. I. Henrik (1100-1135) uralkodása alatt dartmoor pónikat fogtak be a királyi erdőkből és alkalmaztak tenyésztésre a királyi kancáknál. Sok pónit használtak Délnyugat-Angliában az ónbányászatnál, mint csomaghordó póni, de miután bezárt a bánya, sok póni maradt szabadon. Az 1820-as években nagyon népszerű lett amiatt, hogy képes átjutni a durva köves hegyi utakon.

## Jellemzői
A magassága nem haladhatja meg a 127 centimétert. Színe fekete, sárga, pej, szürke vagy deres lehet, a tarka nem megengedett. Ugyan Dartmoorban előfordulnak tarka színű pónik is - mivel a lakosok bármilyen lovat legeltethetnek itt - ezek az egyedek általában dartmoor hill pónik. Ehhez a fajtához tartozik minden olyan, kizárólag Dartmooron született póni, amelyek nem regisztrálhatók tisztavérű dartmoor póniként.
Feje kicsi, szeme nagy, füle kicsi, nyaka közepes hosszúságú, a torok és az állkapocs nem mutat durva természetet – barátságos természetű. Teste közepes hosszúságú, erős, jól bordázott. Ágyéka és fara izommal borított. Lábai izmosak, viszonylag hosszúak és az elülső térdei meglehetősen nagyok és laposak. A lábtője megfelelő lejtésű, de nem túl hosszú. Lába kemény, jó alakú. Csontozata vastag. Télen nagyon hosszú szőrt növeszt.
Az idegenekkel bizalmatlanul bánik. 
Jó ugróképességű, hátaspóninak használják.